# Spinocalanus polaris
Spinocalanus polaris är en kräftdjursart som beskrevs av Brodsky 1950. Spinocalanus polaris ingår i släktet Spinocalanus och familjen Spinocalanidae. Inga underarter finns listade i Catalogue of Life.